# Hobart
Hobart é a capital e maior cidade do estado australiano da Tasmânia. A Grande Hobart (Greater Hobart) possui 240 000 habitantes enquanto que a Área de Governo Local (LGA) da Cidade de Hobart possui 50 439 habitantes (2016). A cidade herdou seu nome de Robert Hobart, antigo secretário de Estado britânico para a Guerra e Colônias.
Situada na foz do rio Derwent, Hobart é protegida pelo monte Wellington a oeste e pelo monte Nelson ao sul.
Não existe uma administração que abranja toda a Grande Hobart, na realidade, a Grande Hobart é uma região metropolitana que abrange áreas de 7 LGAs (Áreas de Governo Local), cada uma com sua própria administração, equivalente a um município. As LGAs que formam a Grande Hobart são: Município de Brighton, Cidade de Clarence, parte do Município de Derwent Valley, Cidade de Glenorchy, Cidade de Hobart, parte do Município de Kingborough e parte do Município de Sorell.

## História
Hobart (anteriormente chamada "Hobarton") tem uma história de mais de 200 anos, datando a sua fundação como colónia britânica de 1803. Antes do estabelecimento britânico, a área havia sido ocupada há pelo menos 8000 anos, mas possivelmente 35 milhares de anos, pela tribo Mouheneener, de seminômades, um sub-grupo da Nuennone, ou tribo Sudeste. Os descendentes dos indígenas Tasmanianos agora referem-se-lhe coletivamente como "Palawa".
Embora a área provavelmente possua uma rica pré-história, pouco se sabe sobre a região desde os tempos pré-históricos. Tal como acontece com muitas outras cidades da Austrália, a urbanização destruiu grande parte das provas arqueológicas de ocupação indígena, embora restos da presença de aborígenes ainda estejam presentes nas zonas costeiras.
O primeiro assentamento europeu na área de Hobart começou em 1803 como uma colônia penal e posto avançado de defesa em Risdon Cove, na margem oriental do rio Derwent, em meio a preocupações britânicas sobre a presença de exploradores franceses no Pacífico sul. Em 1804, este posto foi transferido para um local melhor no atual lugar de Sullivans Cove, em Hobart, tornando-se assim na segunda cidade mais antiga da Austrália.
Desde aquela época a cidade cresceu a partir do que foi cerca de 100 hectares em redor da boca de Sullivan Cove, para se esticar na direção geral norte-sul ao longo das duas margens do rio Derwent, a partir de 22 km para o interior do estuário, no ponto onde o rio volta a possuir água potável, em Bridgewater. A cidade situa-se em colinas baixas no sopé oriental do Monte Wellington.
Desde a fundação do assentamento, Hobart manteve-se como centro administrativo da Tasmânia e, a partir do momento em que foi concedido à Tasmânia o auto-governo, em 1856, a cidade passou a ser oficialmente a capital da Tasmânia.
O crescimento de Hobart tem sido relativamente lento, devido ao seu isolamento geográfico. A cidade tem experimentado um crescimento econômico e períodos de extremo surto em toda sua história. Passou também a ser um centro mundial de caça às baleias e de construção naval, por sofrer um grande declínio econômico e populacional no final do século XIX.
No início do século XX, a cidade recebeu um novo período de crescimento na área da mineração, agricultura e outros setores primários, porém, com as as guerras mundiais, o efeito foi muito negativo sobre Hobart, com uma perda severa de trabalho, mão-de-obra e investimento. Como a maioria das cidades da Austrália, nos anos do pós-guerra, a cidade viu um afluxo de novos migrantes do leste e sul da Europa, como da Itália, Grécia, Jugoslávia, Kosovo e Polónia.
Nos últimos anos do século XX, mais imigrantes chegaram a se estabelecer em Hobart, provenientes da Ásia. Apesar do aumento na migração de uma parte do mundo à exceção do Reino Unido e da Irlanda, a população de Hobart permanece predominantemente étnica anglo-celta, e tem o maior percentual per capita australiano de residentes nascidos de em outras cidades do país.
Nos últimos anos, Hobart tem experimentado um bom crescimento no turismo, e o custo de vida relativamente baixo e descontraído no modo de vida têm atraído muitos australianos e novos migrantes para a cidade. Apesar de Hobart ter experimentado um ritmo muito mais lento de crescimento populacional, comparado ao de outras cidades australianas, principalmente durante o século XX, a população hoje é relativamente estável, e a economia razoavelmente forte.
Hobart é a cidade natal do actor Errol Flynn (nascido em 20 de junho de 1909) e de Mary Donaldson, a Princesa Maria da Dinamarca (nascida em 1972).

### Pré-história
A pré-história da região de Hobart é mal compreendida. No momento da invasão britânica, estima-se que cerca de 1000 a 5000 pessoas viviam na Tasmânia, divididos em oito grupos tribais. O grupo seminômade Nuennone foram os primeiros afetados pela invasão europeia, com a fundação de Hobart e a invasão de suas terras tradicionais de caça.
Os Nuenonne não possuíam assentamentos permanentes na Sullivans Cove, ou em qualquer outro lugar da Tasmânia, mas viviam como nômades e caçadores-coletores, que se deslocavam dentro de sua região. Porém, sua sobrevivência deve-se principalmente à utilização de sua flora e fauna e  dos recursos de forma sustentável. Os primeiros europeus descreveram os Nuenonne como um povo que viviam em cabanas de casca bruta.
Os franceses descreveram-os como um povo tranquilo, que viviam uma vida feliz e simples. A melhor descrição veio do capitão James Cook, da Marinha Real Britânica, em sua visita ao rio Derwent, em 1777. O capitão descreveu o povo Nuenonne como:
… Sendo de estatura mediana, magro e nu. Em diferentes partes de seus corpos eram cristas, tanto retas e curvas, levantada na pele: os cabelos da cabeça e da barba era manchados com pomada vermelha."
Durante as primeiras visitas à Tasmânia pelos exploradores europeus, o Nuenonne, normalmente em grupos de cerca de oito homens, muitas vezes eram um povo muito acolhedor. Geralmente, trocavam comida e água potável por bugigangas. A princípio, eles pensaram que os europeus eram espíritos que chegaram às costas das aves grandes, acreditando que as velas do navio parecia asas de gaivota. No entanto a tensão cresceu rapidamente entre os Nuenonne e os colonizadores, após eles perceberem o destacamento britânico.
Até a década de 1820, a expansão dos assentamentos europeus em toda a ilha, e um grande crescimento em pastoreio, foi muitas vezes à custa dos aborígenes, que começou a dura luta contra os invasores. Os confrontos se tornaram mais frequentes, e os assassinatos tornaram-se comuns. Embora os números exatos para o número de mortes não tenha sido registrado, as estimativas variam entre 5000 a 9000 mortes. No final da década de 1820 o conflito tornou-se tão intenso que foi declarada a lei marcial, e o conflito logo se tornou a Guerra Negra.
Em 1831, havia apenas 200 nativos  na ilha. As tentativas de George Arthur de capturá-los e recolocá-los falhou miseravelmente com a sua "política linha negra", que logo se tornou um fiasco. George Arthur reuniu esforços para recolocá-los na Ilha Flinders, o que acabou resultando no extermínio de todos os povos nativos, que apresentaram doenças europeias, tais como varíola, gripe e pneumonia. Em 1847 havia apenas 44 nativos na região. O último aborígene de etnia pura morreu em 1876. Hoje, sua raça sobrevive principalmente em descendentes mestiços das mulheres escravizadas por baleeiros.
A expansão e urbanização da Hobart destruiu grande parte das evidências arqueológicas de ocupação indígena. Como resultado, é difícil para os arqueólogos e antropólogos obterem uma plena compreensão da forma de vida dos aborígenes da Tasmânia antes da colonização europeia.

### Exploração europeia

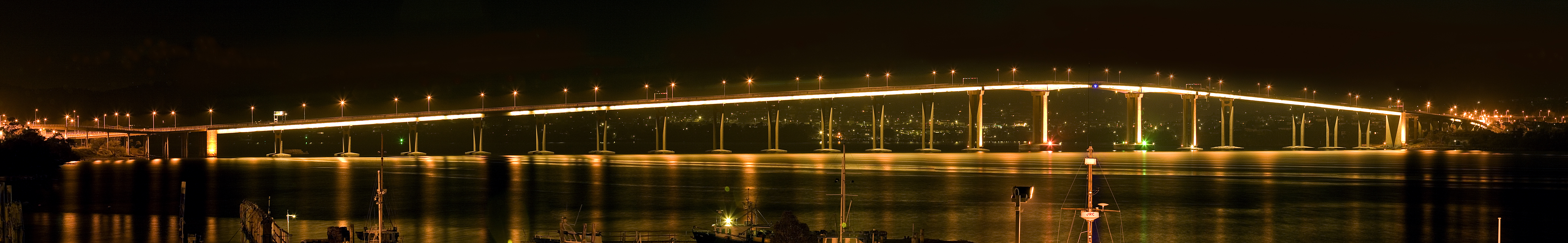
Tasman Bridge, rio Derwent

Os primeiros europeus a visitarem o rio Derwent eram da tripulação do holandês Abel Tasman a bordo do navio Heemskirk e Zeehaen. Deixando a colônia holandesa de Batávia, em Java (hoje Jacarta, Indonésia), em agosto de 1642, que esboça o litoral da Tasmânia, em novembro de 1642 (apesar de não determinar que ela era uma ilha), e nomeou-a Terra de Van Diemen, em homenagem ao governador holandês da Índias Orientais Holandesas, Anthony van Diemen. Sugere-se que, embora nenhum contato com os nativos indígenas tenha sido feito, o avistamento de navios holandeses levaram à criação de mitos sobre os espíritos andando em aves grande entre os nativos.
Outros europeus visitaram a Tasmânia após mais de 100 anos. A próxima visita ao rio Derwent foi pelo francês Marion du Fresne, que chegou em 1773 com os navios Mascarin e Castries. Seguindo-os nos últimos trinta anos do século XVIII, houve uma enxurrada de visitas europeias. Rivalidades começaram a surgir, principalmente entre os franceses e os britânicos. Ambas as nações enviavam regularmente missões científicas para a região.
Os exploradores ingleses Tobias Furneaux e James Cook descreveram as margens do Derwent como um local adequado para reabastecimento de seus navios.
Um membro da tripulação de Cook, chamado William Bligh, retornou ao Rio Derwent pela segunda vez a bordo de seu próprio comando, em sua fatídica viagem ao Taiti em 1788 que termina em motim em sua tripulação. Em 1790, os franceses e ingleses continuaram a explorar a área e a costa da Tasmânia.

## Geografia

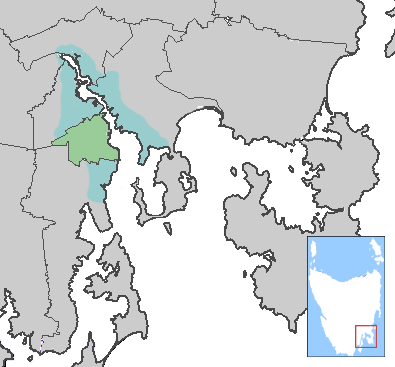
A Cidade de Hobart (verde) e a Grande Hobart (azul)

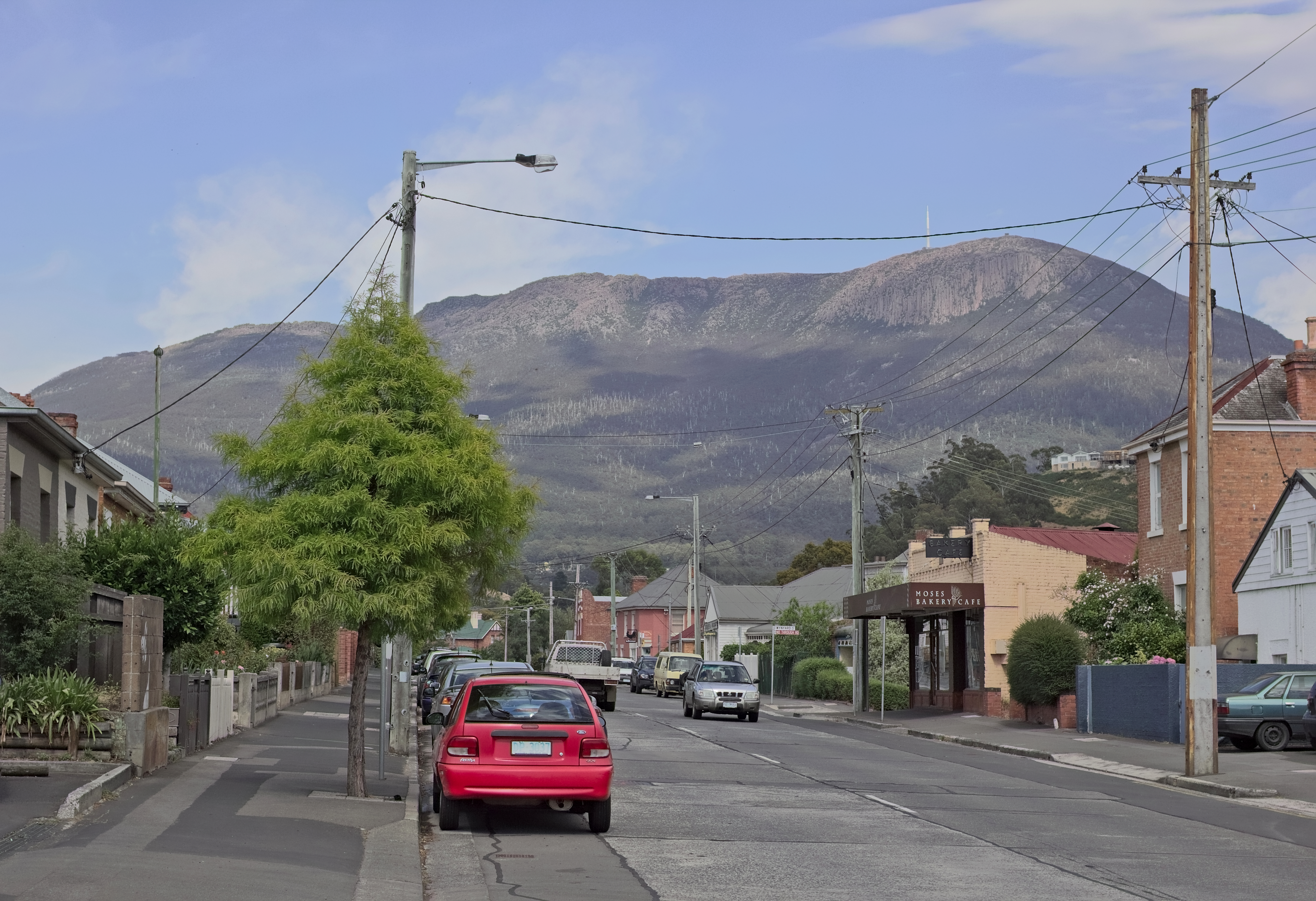
Mount Wellington, visto da Avenida Strickland

### Topografia
Esta seção trata da topografia da região da Grande Hobart, identificando as regiões de expansão urbana dos subúrbios e cidades incluídos na Grande Hobart, bem como das formações do solo. Hobart está localizada no estuário do rio Derwent, no sudeste do estado, nas coordenadas 42° 52′ S, 147° 19′ L. Geologicamente Hobart está construída predominantemente sobre diábase jurássica ao redor dos sopés, intercalada com áreas menores de siltito triássico e argilito permiano. Grande parte da orla do distrito financeiro (CDB) de  Hobart está construída em áreas valorizadas, como as regiões de Sullivans Cove e Salamanca, trabalho feito durante a era  condenada da Tasmânia.
Hobart se estende pelos dois lados do rio Derwent; na margem ocidental a partir do vale do Derwent no norte, através das áreas mais planas do subúrbio de Glenorchy, localizado sobre sedimentos triássicos mais antigos, e para as áreas montanhosas dos subúrbios de New Town e Lenah Valley. Estas duas áreas se localizam sobre depósitos mais jovens de diábase jurássica, antes de se estender para áreas mais baixas, como as praias de Sandy Bay no sul, no estuário do rio Derwent. A costa oriental também se estende a partir da região do vale do Derwent na direção sul, abraçando a Serra de Meehan a leste, antes de se expandir por terras mais planas nos subúrbios, como Bellerive. Estas áreas planas da costa leste se localizam sobre depósitos muito mais jovem do Quaternário. Deste ponto, a cidade se estende em direção leste através da Serra de Meehan para as áreas montanhosas dos subúrbios de Rokeby e Oakdowns, antes de chegar na área de planície de maré do subúrbio de Lauderdale.
Hobart possui acesso a várias praias, incluindo aquelas localizadas no próprio estuário do Derwent: Sandy Bay, Cornelian Bay, Nutgrove, Kingston, Bellerive e Howrah, bem como muitas outras na Baía de Frederick Henry, tais como: Seven Mile, Roaches, Cremorne, Clifton e Goats.

Panorama da Grande Hobart

### Clima
Hobart possui um clima oceânico suave e temperado (Classificação climática de Köppen-Geiger). A temperatura mais alta registrada foi de 40,8 °C em 4 de janeiro de 1976 e a menor foi de -2,8 °C em 25 de junho de 1972. Em comparação com as outras principais cidades da Austrália, Hobart possui a segunda menor média diária de horas de sol, com 5,9 horas por dia (Melbourne possui a menor média). No entanto, durante o verão, Hobart possui a maior quantidade de horas de luz solar que qualquer cidade com até 15,2 horas no solstício de verão. Embora Hobart raramente receba neve durante o inverno, o vizinho Monte Wellington é frequentemente visto com neve no topo. Durante o século XX, a própria cidade raramente recebeu nevascas ao nível do mar, o que ocorrem em média uma vez a cada 15 anos, no entanto subúrbios mais altos rumo ao Monte Wellington recebem neve devido as massas de ar frio que chegam da Antártida junto com a neve. Esses ventos de neve frequentemente continuam através da Tasmânia e o estado de Vitória para as Montanhas Nevadas (Snowy Mountains) no sul de Nova Gales do Sul e norte de Vitória.
Ver também: Um gráfico do clima de Hobart medidos e registados em Ellerslie Road (Wikimedia Commons)
| Dados climatológicos para Hobart      | Dados climatológicos para Hobart | Dados climatológicos para Hobart | Dados climatológicos para Hobart | Dados climatológicos para Hobart | Dados climatológicos para Hobart | Dados climatológicos para Hobart | Dados climatológicos para Hobart | Dados climatológicos para Hobart | Dados climatológicos para Hobart | Dados climatológicos para Hobart | Dados climatológicos para Hobart | Dados climatológicos para Hobart | Dados climatológicos para Hobart |
| Mês                                   | Jan                              | Fev                              | Mar                              | Abr                              | Mai                              | Jun                              | Jul                              | Ago                              | Set                              | Out                              | Nov                              | Dez                              | Ano                              |
| ------------------------------------- | -------------------------------- | -------------------------------- | -------------------------------- | -------------------------------- | -------------------------------- | -------------------------------- | -------------------------------- | -------------------------------- | -------------------------------- | -------------------------------- | -------------------------------- | -------------------------------- | -------------------------------- |
| Temperatura máxima recorde (°C)       | 41                               | 40                               | 37                               | 31                               | 26                               | 21                               | 19                               | 22                               | 28                               | 33                               | 37                               | 41                               | 41                               |
| Temperatura máxima média (°C)         | 22                               | 22                               | 20                               | 17                               | 14                               | 12                               | 11                               | 13                               | 15                               | 17                               | 19                               | 21                               | 17                               |
| Temperatura mínima média (°C)         | 12                               | 12                               | 11                               | 9                                | 7                                | 5                                | 4                                | 5                                | 6                                | 8                                | 9                                | 11                               | 8                                |
| Temperatura mínima recorde (°C)       | 4                                | 4                                | 2                                | 1                                | −2                               | −2                               | −2                               | −1                               | −1                               | 0                                | 2                                | 3                                | −2                               |
| Precipitação (mm)                     | 48,3                             | 38,1                             | 45,7                             | 48,3                             | 45,7                             | 55,9                             | 53,3                             | 48,3                             | 53,3                             | 58,4                             | 61                               | 53,3                             | 609,6                            |
| Fonte: weatherbase 3 de junho de 2010 |                                  |                                  |                                  |                                  |                                  |                                  |                                  |                                  |                                  |                                  |                                  |                                  |                                  |

## Demografia

### Grande Hobart
De acordo com o Australian Bureau of Statistics, em 2019, havia 240 mil habitantes na Grande Hobart. A Grande Hobart é constituída por 7 LGAs, sendo 3 cidades e 4 municípios, 3 destes últimos de forma parcial:
| LGA                    | tipo      | população (30 de junho de 2008) | área (km²) | densidade (hab./km²) |
| ---------------------- | --------- | ------------------------------- | ---------- | -------------------- |
| Brighton               | município | 15.198                          | 170,6      | 89,1                 |
| Clarence               | cidade    | 51.506                          | 377,2      | 136,5                |
| Derwent Valley (parte) | município | 6.821                           | 84,8       | 80,4                 |
| Glenorchy              | cidade    | 44.433                          | 120,9      | 367,5                |
| Cidade de Hobart       | cidade    | 49.611                          | 77,8       | 637,7                |
| Kingborough (parte)    | município | 29.995                          | 269,1      | 111,5                |
| Sorell (parte)         | município | 11.723                          | 256,9      | 45,6                 |
| Grande Hobart          |           | 209.287                         | 1357,3     | 154,2                |

Segundo o censo de 2006, aproximadamente 12% dos residentes de Hobart são estrangeiros, nascidos em sua maior parte no Reino Unido, Nova Zelândia, Alemanha e Países Baixos. Há também, outras comunidades em crescimento notável na cidade, como a comunidade sul-coreana e os somalis. O crescimento recente do multiculturalismo de Hobart juntamente com o aumento da população resultou no surgimento de novos bairros, como o Glebe Hill e Downs Carvalho, bem como outros em fase de planejamento, como o mais novo bairro proposto para famílias sul-coreanas que imigram para a cidade juntamente com os moradores que procuram uma alternativa mais amigável e um melhor estilo de vida. Esse bairro será chamado Paranville.
As ocupações profissionais mais comuns na cidade são o cargo de secretária de administração, com 21,6% dos empregados e os trabalhadores técnicos que são representados por 16,1% dos trabalhadores, além de 13,8% de gestores comunitários e 11,5% de trabalhadores autônomos. A média em relação à renda familiar foi de U$ 869,00 em 2006, sendo inferior à meFdia nacional que é de U$ 1027.
Ainda de acordo com o censo de 2006, 63,8% dos residentes de Hobart seguem o Cristianismo. A religião Anglicana foi apontada como a segunda maior afiliação religiosa na cidade, com 29,8% dos residentes. Entre as denominações cristãs, os Católicos somam 21,1%, seguido pelo Presbiterianismo, com de 4,2%, e os Mórmons (2%). Além disso, 21,6% afirmaram não ter religião e 12% não responderam. Há também uma sinagoga em Hobart para a sua população judaica. A cidade possui também pequenas comunidades de hindus, muçulmanos e bahá'ís, com um Centro de Aprendizagem Bahá'í, localizado dentro da cidade.

## Particularidades

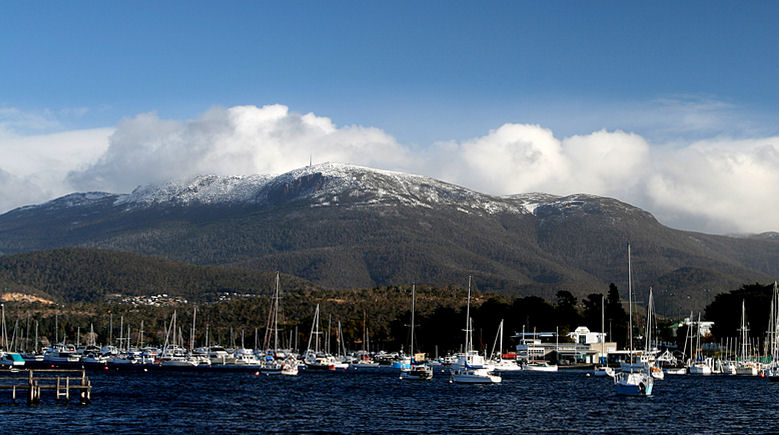
Monte Wellington.

O Jardim Botânico Real da Tasmânia é uma área de recreação popular a uma curta distância do centro da cidade. É o segundo mais antigo jardim botânico na Austrália e tem grandes coleções de plantas significativas, bem como o património construído.
O Monte Wellington, acessível apenas pela estrada Fern Tree, é a característica dominante da região de Hobart. Essa é a razão pelo qual muitas descrições de Hobart usam a frase "situado no meio dos montes". Possui 1.271 metros, e é dona de seus próprios ecossistemas, além de ser rico em biodiversidade e desempenhar um papel importante na determinação do clima local.
A Ponte Tasman também é uma característica exclusiva e importante da cidade, ligando as duas margens do rio Derwent,em Hobart, e sendo visível de vários pontos da cidade. Tem uma extensão total (incluindo abordagens), de 1395 metros - mais do que a Ponte da Baía de Sydney. Ela fornece a principal rota de tráfego do centro financeiro (na costa ocidental) à costa oriental - particularmente ao Aeroporto Internacional de Hobart e Bellerive Oval.
A Sinagoga de Hobart é a mais antiga sinagoga na Austrália.

## Governo
A Grande Hobart é uma região metropolitana constituída por sete áreas de governo local, sendo que três, Cidade de Hobart, Cidade de Glenorchy e Cidade de Clarence são designadas como cidades. Hobart inclui também os governos locais do Município de Brighton, e parte dos Municípios de Kingborough, Sorell e Derwent Valley. Os governos locais atendem aos bairros que estão dentro das suas fronteiras geográficas e são responsáveis pelo seus próprios planejamentos urbano, até uma certa escala, e  residencial, bem como pela gestão de resíduos e da rede de armazenamento de água.
A maioria dos eventos da cidade grande, como o Teste da Tasmânia e Festival de Verão de Hobart, são financiados pelo governo estadual da Tasmânia, uma especulação comum com o conselho local. Planejamento urbano do Centro financeiro de Hobart, em particular as áreas listadas como patrimônio , por exemplo Sullivans Cove também são intensamente analisados pelo Governo do Estado, que é operada pela Parliament House no cais.

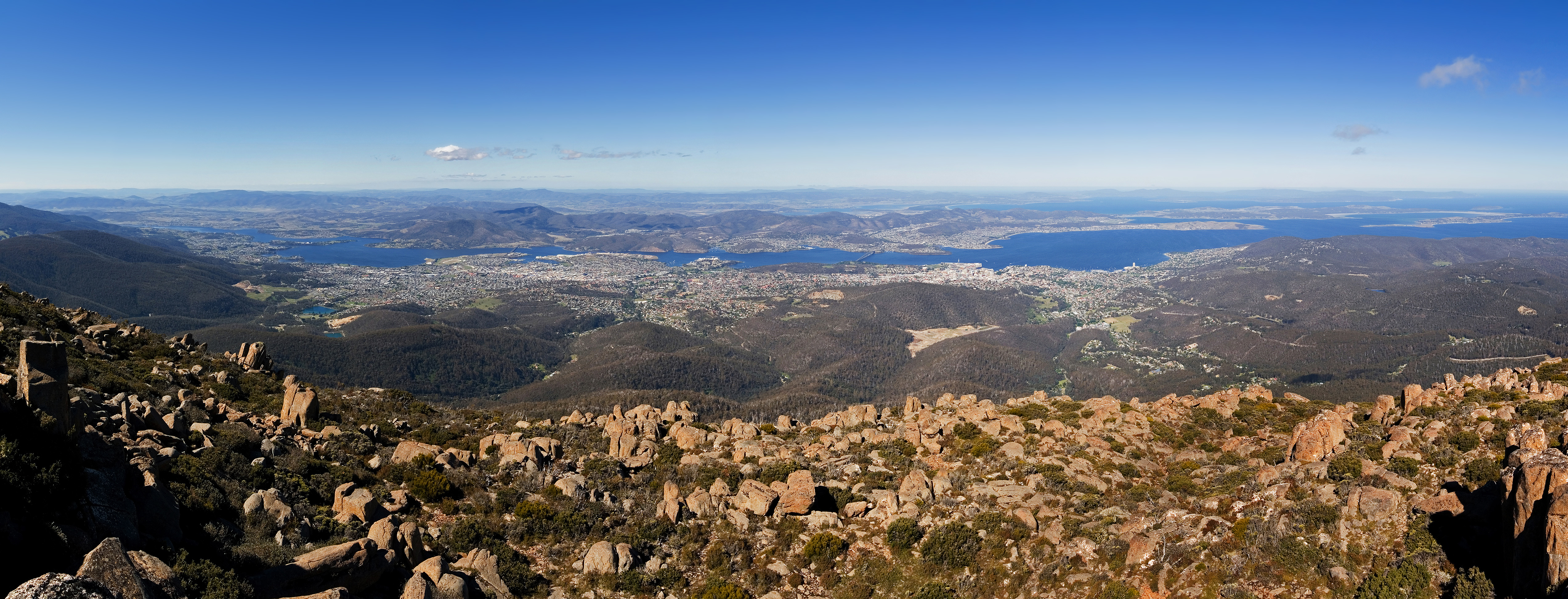
Área da Grande Hobart vista do Monte Wellington

## Cidades-irmãs
- Yaizu, Japão[9]
- L'Aquila, Itália[9][10]
- Barile, Itália